# Schilke Music Products
Die Schilke Music Products ist ein US-amerikanischer Hersteller von Trompeten und Mundstücken. Bis heute werden dort in Handarbeit Instrumente hergestellt, die weltweit Absatz finden. Es handelt sich dabei nicht um einen Massenartikelhersteller, was sich auch in einem deutlich höheren Preis widerspiegelt. Anders als bei anderen Herstellern wird jedes Instrument nur als versilbert oder vergoldet angeboten. Dies geht auf die Meinung des Firmengründers zurück, dass lackierte Instrumente die Ansprechbarkeit und den Blaswiderstand deutlich verschlechterten.

## Der Gründer
Renold Otto Schilke, Sr. (* 30. Juni 1910 in Green Bay, Wisconsin; † 5. September 1982 in Arizona) stammt aus einer musikalischen Familie. Während sein Vater Sänger und die Mutter Organistin war, lernte Renold bereits mit 8 Jahren das Kornett-Spielen. Schon mit 11 Jahren war er Solist des Holton-Werksorchesters. Im Jahre 1928 begann er in Chicago ein Studium der Trompete mit Edward Llewellyn, seineszeichens 1. Trompeter des Chicago Symphony Orchestra. Nebenbei verdiente er sich etwas Geld bei einem kleinen Mundstückhersteller. Auch Llewellyn spielte auf Mundstücken des in Chicago ansässigen Unternehmens.
In den 20er Jahren konnte Schilke bereits von seinem Musikergehalt leben und besuchte zusätzlich Kurse in einer technischen Schule zum Werkzeugbau. Weiterhin studierte er Metallurgie und Musik an der Northwestern University in Evananston und der University of Chicago.
In den späten 30er Jahren arbeitete er als ziviler Mitarbeiter in der Waffenproduktion und spielte erfolgreich Trompete in diversen Besetzungen. Nach dem Tod seines Freundes Llewellyn übernahm er dessen Posten im Chicago Symphony Orchestra.
1956 gründete er schließlich ein Unternehmen zur Herstellung von Trompeten. Die erste Trompete auf dem Markt war das Modell B1 aus dem Jahre 1962, welches noch heute zu den meistverkauften Schilke-Trompeten zählt.

## Schilke Music Products

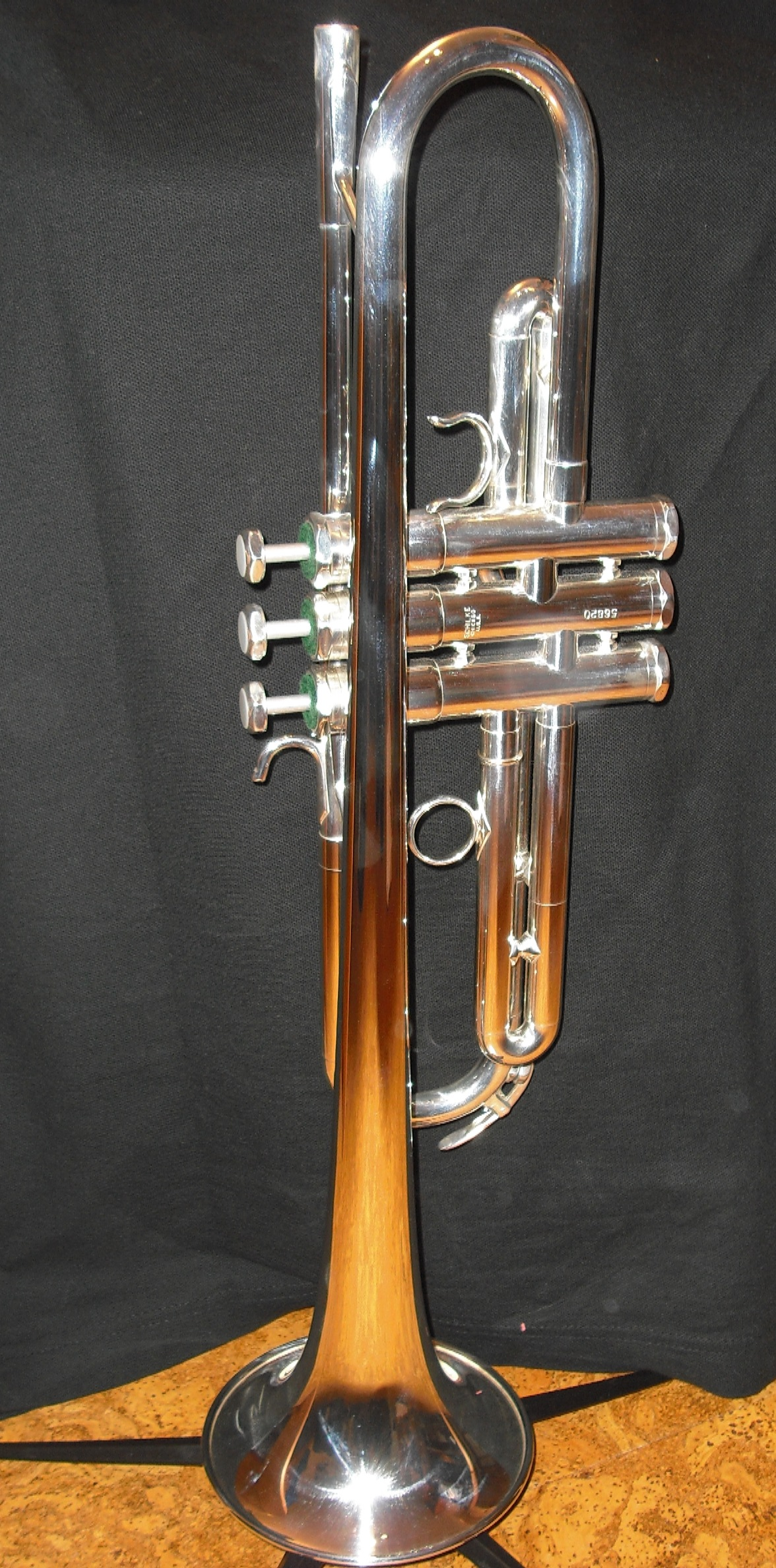
Schilke X3-Trompete

Seit der Gründung 1956 stellt Schilke Trompeten und Mundstücke her. Anders als viele andere Blasinstrumentenhersteller blieb die Spezialisierung auf diesem Instrument bis zum heutigen Tage bestehen. Einzige Ausnahme bildet die Posaunen-Serie ST20. Es werden B-, C-, Es-/D- und G-/F-Trompeten und Piccolotrompeten, sowie Kornette in diversen Varianten angeboten.
Heute stellen 40 Mitarbeiter jedes Instrument in Handarbeit her. Auf Grund des sehr hellen Klangs und der leichten Ansprechbarkeit finden die Instrumente eher im Jazz als im klassischen Musikbereich Verwendung. Wobei auch einige klassische Vertreter, wie etwa Alison Balsom, auf Schilke-Trompeten setzen.
Die meisten heute noch verkauften Trompeten wurden im Zeitraum zwischen 1956 und 1965 entwickelt. Die Stückzahlen liegen deutlich unter denen von Massenherstellern wie zum Beispiel Yamaha oder Bach.
Typisch für Schilke-Trompeten sind zum einen die obligatorischen grünen Filze und die Tatsache, dass Schilke (anders als alle anderen Hersteller) die Instrumente ohne Koffer und Mundstück verkauft.

## Bekannte Musiker
Es folgt eine kleine Auswahl an Musikern, die Schilke-Produkte einsetzten bzw. noch einsetzen:
- Jon Faddis: Schilke S42 und div. Mundstücke
- Dizzy Gillespie: Trompete als Geschenk von Jon Faddis
- Wynton Marsalis: B- und Piccolo-Trompeten
- Arturo Sandoval: B1 und X3
- Alison Balsom: Schilke E3-L
- Maynard Ferguson: diverse Mundstücke
- Louis Armstrong: diverse Mundstücke

## Modellbezeichnungen
Die Modellbezeichnungen besteht immer aus einer Buchstaben-/Zahlenkombination (z. B. B1 oder X3). Die Zahlen geben dabei Auskunft über die chronologische Folge der Markteinführung. So ist die B1 die erste auf dem Markt erschienene Trompete von Schilke. Die Buchstaben machen eine Aussage über den Bohrungsdurchmesser: Bei B-Trompeten steht X für die größte, B für die kleinste Bohrung. Dazwischen liegt noch die „S“-Klasse. Ein „L“ am Ende einer Modellbezeichnung steht für einen abnehmbaren Schallbecher.